# Relations entre l'Algérie et le Maroc
Les relations entre l'Algérie et le Maroc se réfèrent aux relations bilatérales entre l'Algérie et le Maroc, deux pays maghrébins, arabes, berbères, et musulmans en Afrique du Nord. Le Maroc est représenté par une ambassade et un consulat général à Alger, et deux consulats à Oran et à Sidi Bel Abbès, l'Algérie est représentée par une ambassade et un consulat général à Rabat, et deux consulats à Casablanca et à Oujda.
Les relations entre les deux États du Maghreb ont été entachées par plusieurs crises depuis leur indépendance, notamment la guerre des Sables de 1963, la guerre du Sahara occidental de 1975 à 1991, la fermeture de la frontière algéro-marocaine en 1994, un désaccord persistant sur le statut politique du Sahara occidental et la signature de l’accord de normalisation Israël-Maroc (dans le cadre des accords d'Abraham) en 2020.

## Comparaison
|                                      | Algérie                               | Maroc                       |
| ------------------------------------ | ------------------------------------- | --------------------------- |
| Superficie (km²)                     | 2 381 741                             | 446 550 (710 850*)          |
| Population (2023)                    | 45 606 480                            | 37 840 044                  |
| Densité de population (hab./km²)     | 19 (2022)                             | 84 (2022)                   |
| Capitale                             | Alger                                 | Rabat                       |
| Plus grande ville                    | Alger (2 740 000 hab.)                | Casablanca (3 245 000 hab.) |
| Gouvernement                         | République à régime semi-présidentiel | Monarchie constitutionnelle |
| Langues officielles                  | arabe, berbère                        | arabe, berbère              |
| PIB (nominal) (milliards de dollars) | 193,601                               | 133,062                     |
| PIB (PPA) milliards de dollars       | 586,175                               | 331,542                     |
| PIB (nominal) par habitant US$       | 4 345                                 | 3 077                       |
| PIB (PPA) par habitant US$           | 14 163                                | 8 194                       |
| IDH (2021)                           | 0,745 (91e)                           | 0,683 (123e)                |
| (*) Avec le Sahara occidental.       |                                       |                             |

## Historique

### Circonstances de la guerre d'Algérie (1954-1962)
Durant la guerre d'Algérie, les relations entre les deux pays sont positives. Les Marocains se mobilisent et sont souvent des soutiens actifs des maquisards algériens. Lorsque le Maroc déclare son indépendance en 1956, Mohammed V expédie armes, argent et médicament au FLN. Le pays devient même une base arrière pour des combattants algériens qui bénéficient de camps d'entraînement. Enfin, le roi s'abstient de négocier avec la France le tracé de la frontière entre les deux pays qui depuis 1830 n'avait pas été clairement délimité[réf. à confirmer]. Avec l'Irak, la Libye et la Tunisie, le Maroc est l'un des quatre États à reconnaître le Gouvernement provisoire de la République algérienne (GPRA) le jour de sa proclamation, le 19 septembre 1958.

### Période de l'Algérie indépendante
Après l'indépendance, l'homme politique marocain Allal El Fassi, chef de file du Parti de l'Istiqlal, conteste les frontières définies par la France et publie une carte du « Grand Maroc ». Le jeune Hassan II qui récuse également les tracés frontaliers déclenche en octobre 1963 les hostilités contre l'Algérie essayant de mettre la main sur la région de Béchar.
Après plusieurs mois d'incidents frontaliers, la guerre ouverte, dénommée guerre des Sables, éclate dans la région algérienne de Tindouf et Hassi Beïda, puis s'étend à Figuig au Maroc. Les combats cessent le 5 novembre, et l'Organisation de l'unité africaine obtient un cessez-le-feu définitif le 20 février 1964, laissant la frontière inchangée,,,.
Les combats se sont terminés à l'avantage du Maroc. Les Algériens, marqués par cet échec, vont s'efforcer de se doter d'une armée puissante sous la direction de Houari Boumédiène, ancien dirigeant de l'armée des frontières. Alger se rapproche des pays communistes et de l'URSS, son principal fournisseur d'armes. En réaction, le Maroc se tourne davantage vers les États-Unis.
Le 2 mars 1973, un dahir (décret) royal exproprie les terres agricoles possédées par des étrangers au Maroc, selon les autorités algériennes tous les étrangers expropriés sont indemnisés sauf les Algériens,.

### Conflit du Sahara occidental
Le litige le plus important dans les années qui suivent est la question du Sahara occidental, colonie espagnole jusqu'en 1975 et terre riche en phosphates. Le Maroc exploite la région économiquement et favorise une immigration depuis le nord du pays. L'Algérie, de son côté, soutient la rébellion du Front Polisario, mouvement politique et armé créé en 1973 pour lutter contre l'occupation espagnole. Elle accueille chez elle des réfugiés sahraouis et proclame que l'ancien protectorat espagnol est la « dernière colonie » d'Afrique.
En 1975, Hassan II organise la Marche verte qui se solde par l'annexion du territoire du Sahara occidental. La guerre du Sahara occidental se déroule entre 1975 et 1991. Durant toute cette période, l'Algérie appuie le Polisario et se fait la championne de la « lutte pour la décolonisation », tandis que les seules interventions directes de l'Algérie dans la guerre ont lieu en 1976, lors des deux premières batailles d'Amgala. Les relations diplomatiques sont rompues en 1976 à l'initiative du Maroc, et la frontière est fermée. Par la suite, l'Algérie demeure active par son seul soutient au Front Polisario, tandis que le Maroc la qualifie de partie prenante du conflit.

### Période de Détente: 1988 à 1994
Les citoyens marocains sont exemptés de visa en 1989. Après la reprise des relations diplomatiques en mai 1988, la frontière est rouverte en juin 1988.
Le Maroc et le Front Polisario signent finalement un accord de cessez-le-feu en 1991, préalable à un référendum d'autodétermination. Ce référendum n'a toujours pas eu lieu ; le Maroc contrôle 80 % du territoire du Sahara occidental, tandis que le Polisario en contrôle 20 %. Ce conflit militaire a causé la mort de plus de 16 000 personnes. En dépit de ce cessez-le-feu, le Maroc poursuit son effort militaire avec l'érection d'un mur de protection et le déploiement de 100 000 soldats. Rabat effectue également un très important programme de mise en valeur de ces territoires.

### Incident de Marrakech et fermeture des frontières
En 1994, le Maroc accuse l’Algérie d’être responsable de l’attentat de Marrakech, instaure des visas pour les Algériens et organise une campagne d’expulsion d’Algériens installés au Maroc sans carte de séjour. L’Algérie riposte en fermant la frontière entre l'Algérie et le Maroc, et instaure un visa pour les Marocains.

### Nouvelle période de détente sous l'ère de Bouteflika
Le président algérien Abdelaziz Bouteflika tente d'entreprendre un rapprochement entre les deux pays. À peine élu en 1999, il se rend aux obsèques de Hassan II, évoque les avantages d’un Maghreb débarrassé de ses vieux conflits pour aller de l’avant dans le développement de la région. Il doit cependant composer avec les réticences de certaines franges de l'armée algérienne, très influente dans la vie politique du pays, et réaffirme régulièrement le soutien algérien à l’autodétermination du Sahara occidental, ce qui suscite la colère de la classe politique marocaine. En 2005, le ministère marocain des Affaires étrangères refuse la visite du Premier ministre algérien Ahmed Ouyahia en raison de ses déclarations sur le conflit au Sahara occidental.
En 2004, après la suppression du visa pour les Algériens, l'Algérie fait de même pour les Marocains en 2005.
Les autorités marocaines ont fermé des cafés, imposé un couvre-feu et interdit aux Sahraouis de célébrer les victoires de l'équipe d'Algérie de football lors de la CAN 2019. Une jeune femme de 24 ans meurt fauchée par deux voitures de police.

### Depuis 2020: nouvelle escalade des tensions

#### Dégradation des relations entre les deux pays
Le Maroc intervient afin de permettre à Israël d'obtenir un statut d’observateur au sein de l’Union africaine. En contrepartie de son aide, le Maroc souhaite bénéficier d’investissements israéliens importants et intensifier la coopération sécuritaire, laquelle existe de longue date. Israël assure aussi le royaume marocain de son soutien face à son rival régional, l'Algérie, resté pour sa part proche de la cause palestinienne. Le 10 décembre 2020, un tweet de Donald Trump reconnaît la souveraineté marocaine sur le Sahara occidental, « reconnaissance » qui restera sans suite officielle. En contrepartie de cette annonce une reconnaissance officielle de l’État d'Israël par le Maroc a lieu ce qui acte une normalisation déjà existante dans les faits des relations diplomatiques entre ces deux pays. L'accord de normalisation des relations entre les deux pays est signé officiellement le 22 décembre 2020. L'Algérie dénonce l'accord comme une manœuvre destinée à la déstabiliser.
En 2021, les relations entre les deux pays se dégradent rapidement. Ainsi, en mars 2021, les autorités algériennes accusent le Maroc de chercher à déstabiliser l’Algérie en utilisant le trafic de drogues, dénonçant « l’impunité assurée par le régime du Makhzen aux narcotrafiquants et aux réseaux de narcotrafic » et affirmant que « le régime marocain ferme les yeux sur la contrebande et le narcotrafic. De surcroît, il encourage et motive ses éléments postés sur ses frontières pour faciliter l’acheminement des tonnes de drogues vers l’Algérie ».
Le 18 mars, les autorités algériennes somment des agriculteurs marocains de Figuig qui exploitaient traditionnellement des palmeraies d’El Arja (oasis algérienne proche des frontières avec le Maroc) de quitter définitivement le territoire algérien alors qu'ils étaient autorisés auparavant à entrer dans le territoire algérien malgré la fermeture des frontières. Les autorités algériennes justifient cette décision par la « sécurisation de la frontière ».
Le 14 juillet, après que le représentant du Maroc auprès de l'ONU a fait le parallèle entre le Front Polisario et le droit à l'autodétermination des Kabyles et a fait circuler une note soutenant l’autodétermination de ces derniers lors du sommet des pays non-alignés,, en réponse au soutien algérien à ceux qu’ils nome séparatistes sahraouis, l'Algérie accuse le Maroc de soutenir le Mouvement pour l'autodétermination de la Kabylie,. En conséquence, l'Algérie rappelle son ambassadeur à Rabat,.
Le 18 juillet, à la suite de l'enquête journalistique nommée « Projet Pegasus » rapportant l'espionnage effectué par plusieurs États à des fins politiques, notamment l'espionnage par le Maroc de plusieurs personnalités politiques et militaires algériennes , ainsi que des journalistes, l'Algérie exprime sa « profonde préoccupation », et « condamne vigoureusement cette inadmissible atteinte systématique aux droits de l’homme et libertés fondamentales qui constitue une violation flagrante des principes et normes régissant les relations internationales », et ajoute que « cette pratique illégale, malvenue et dangereuse, met en péril le climat de confiance qui doit présider aux échanges et interactions entre les responsables et représentants des États ».
Le 31 juillet, le roi Mohammed VI évoque longuement l'Algérie à l’occasion de la Fête du Trône, appelant à améliorer les relations entre les deux pays et ouvrir les frontières fermées depuis 1994, qualifiant les deux pays de « deux pays jumeaux qui se complètent ». Cette « main tendue » est accueillie avec scepticisme à Alger.
Scepticisme conforté le 12 août, en effet le ministre israélien des Affaires étrangères, Yaïr Lapid, en visite au Maroc, accuse ouvertement l’Algérie de « jouer un rôle malsain avec l’Iran et dans la région » ; à la suite de ces déclarations, Alger dénonce « cette sortie intempestive, dont le véritable instigateur n’est autre que Nasser Bourita en sa qualité de ministre des Affaires étrangères du royaume du Maroc », et critique « un aventurisme dangereux dirigé contre l’Algérie, ses valeurs et ses positions de principe ». Le rapprochement entre le Maroc et Israël (les deux pays ont normalisé leurs relations diplomatiques en 2020, renforcé leur coopération sécuritaire, et le Maroc est intervenu afin de permettre à Israël d'obtenir un statut d’observateur au sein de l’Union africaine) avait été critiqué par l'Algérie, restée pour sa part fidèle à la cause palestinienne.
Le 18 août, l’Algérie accuse le Maroc d’être « indirectement impliqué », via son soutien au MAK, dans les feux de forêts ayant ravagé le nord du pays et déclare que « les actes hostiles incessants perpétrés par le Maroc contre l’Algérie nécessitent la révision des relations entre les deux pays et l’intensification des contrôles sécuritaires aux frontières ouest ».
En 2022, lors de la participation du Maroc à la Coupe du monde de football 2022, l'opinion publique est divisée. Pour sa part, les médias publics algériens s'abstiennent de citer le Maroc lors de l'annonce des résultats des matchs,.

#### Rupture des relations diplomatiques
Les relations diplomatiques entre l'Algérie et le Maroc sont rompues une première fois, en 1976, à l'initiative du Maroc.
Le 24 août 2021, l'Algérie annonce une nouvelle rupture de ses relations diplomatiques avec le Maroc,. Parmi les raisons invoquées, l'Algérie cite le soutien de l'ambassadeur du Maroc à l'ONU au MAK, les déclarations du ministre israélien des Affaires étrangères lors de sa visite au Maroc, le scandale d'espionnage Pegasus et la question du Sahara occidental. Le Maroc répond de façon laconique à cette rupture. Son ministre des Affaires étrangères annonce avoir pris note de la décision unilatérale de l'Algérie, et la qualifie de « complètement injustifiée », mais « attendue – au regard de la logique d'escalade constatée ces dernières semaines ».
Le 25 août, la France appelle les deux pays au dialogue afin de garantir la stabilité de la région. Israël, pour sa part, commente la décision de l'Algérie en appelant celle-ci à « se focaliser sur l'ensemble des problèmes auxquels elle est confrontée, en particulier les problèmes économiques sérieux »,.
Le 27 août, Saad Dine El Otmani, chef du gouvernement marocain, affirme qu’il « regrette profondément ce développement » et déclare que le soutien apporté le 14 juillet par Omar Hilale, représentant du Maroc aux Nations unies, à l'autodétermination de la Kabylie « ne reflète pas la position politique du Maroc ».
Le 22 septembre 2021, le Haut conseil de sécurité algérien, présidé par le chef de l'État Abdelmadjid Tebboune, prend la décision de fermer son espace aérien à tout appareil, civil ou militaire, immatriculé au Maroc,.

#### Non-reconduction de l'activité du gazoduc Maghreb-Europe
Le 26 août 2021, l’Algérie affirme que l’ensemble des approvisionnements de l’Espagne en gaz naturel algérien seraient désormais assurés via le gazoduc Medgaz reliant directement les deux pays, et non plus le gazoduc Maghreb-Europe qui passe par le Maroc. Ainsi l'Algérie décide de ne plus reconduire le contrat d'exploitation du gazoduc Maghreb-Europe arrivant à échéance fin octobre 2021.
Cette infrastructure joue un rôle important pour l’économie du Maroc, puisque le gazoduc Maghreb-Europe alimente d’abord la production d’électricité marocaine avant d’arriver à sa destination, l’Espagne.
D’après les chiffres, le gaz algérien permet au royaume de produire jusqu’à 17 % de son électricité pour alimenter ses centrales thermiques. De plus, grâce à cet accord, le Maroc touche des taxes liées au transit.

#### Incidents liés à la mort de trois citoyens algériens
Le 1er novembre 2021, les autorités algériennes accusent l'armée marocaine d'avoir lancé un raid et bombardé un convoi de civils algériens qui faisait la liaison entre Nouakchott (Mauritanie) et Ouargla (Algérie), au niveau de Bir Lahlou, une localité située au Sahara occidental. Les autorités marocaines n'ont pas répondu officiellement à ces allégations.
Trois jours plus tard, le ministre des Affaires étrangères algérien Ramtane Lamamra annonce en avoir informé officiellement le Secrétaire général de l’ONU, le président de la Commission de l’Union africaine, le Secrétaire général de la Ligue des États arabes et le Secrétaire général de l’Organisation de la coopération islamique, dénonçant un « terrorisme d’État, qu’aucune circonstance ne saurait justifier ».
La MINURO, mission indépendante des Nations unies, n'a cependant pas pu vérifier la présence de ces corps de façon indépendante (point 5 du rapport S/2022/733 du Conseil de sécurité des Nations unies).

#### Compétitions de la CHAN 2022
Sur fond de conflit diplomatique entre l'Algérie et le Maroc, l’espace aérien algérien est interdit aux compagnies aériennes marocaines depuis septembre 2021. La Fédération royale marocaine de football annonce avoir saisi la CAF pour réclamer l’ouverture de cet espace aérien depuis le Maroc vers l’Algérie pour se rendre à Constantine, lieu de séjour prévu pour la sélection marocaine, avec le transporteur officiel de la sélection, la Royal Air Maroc. Alors que d'autres sélections ont rallié le pays par le biais d'escales, l'Algérie réclamait, de son bord, que la sélection marocaine fasse de même, par exemple en Tunisie, avant de rallier Constantine ou vienne directement depuis le Maroc mais par une compagnie aérienne non marocaine. À la suite du refus des autorités algériennes de l’ouverture de son espace aérien aux avions marocains, la FRMF déclare dans un communiqué le 12 janvier 2023 que la sélection marocaine U23 n’était pas en mesure de faire le déplacement à Constantine et de défendre le double titre remporté par la sélection A'.

#### Incidents lies à la mort de deux citoyens marocains
Le 29 août 2023, la mort de deux Marocains en jetskis tués par les Forces navales algériennes près de la frontière entre les deux pays est perçue comme un risque d'exacerbation des « vives frictions » entre Rabat et Alger, alimentées par leur opposition concernant le territoire du Sahara occidental.

##### Selon la version marocaine
Le 31 août 2023, Le360, un site proche du pouvoir marocain, publie le témoignage d'un survivant de cet incident lors d'une interview où il explique les faits. Celui-ci, qui a réitéré son témoignage à BFM TV, déclare que les vacanciers se sont perdus après la nuit tombée et qu'ils ont chaviré dans les eaux territoires algériennes à cause d'une panne d'essence, puis les garde-côtes algériens leur ont tiré dessus. Cependant, El Watan met en évidence des contradictions dans son témoignage.
Les médias marocains rapportent que la Marine algérienne a ouvert le feu sur deux jetskis de loisir de quatre jeunes Marocains (dont trois franco-marocains). Les jetskis se trouvaient dans une zone maritime algérienne, à proximité de la frontière maritime lorsqu'ils ont été visés par un zodiac algérien.
Cet incident a entraîné la perte de deux vies. Un vacancier a pu être repêché par la marine royale marocaine, tandis que le cadavre de la deuxième victime est toujours en territoire algérien. Un troisième vacancier a été arrêté par les gardes-côtes algériens pour entrée illégale sur le territoire.
Le ministère français des Affaires étrangères a confirmé la mort d'un ressortissant français et l'incarcération d'un autre en Algérie dans cet incident, tandis que des médias marocains avaient rapporté la mort de deux vacanciers franco-marocains. Les circonstances précises du décès n'ont pas été spécifiées par le Quai d'Orsay.

##### Selon la version algérienne
Le ministère de la Défense algérien (MDN) réagit dans un communiqué publié le 3 septembre 2023 en déclarant : « Lors d'une patrouille de sécurisation et de contrôle au niveau de nos eaux territoriales, une unité des garde-côtes, relevant de la Façade maritime Ouest/2ème RM, intercepte, dans la soirée du mardi 29 août 2023 à 19H47, trois jet-skis qui ont franchi clandestinement nos eaux territoriales ». Le communiqué explique qu'après avoir lancé un « avertissement sonore » et les avoir « sommés de s'arrêter à plusieurs reprises », les personnes à bord des trois jet-skis « refusent d'obtempérer » et « prennent la fuite en effectuant des manœuvres dangereuses. »,
Le ministère rajoute que compte tenu de l'« activité accrue des bandes de narcotrafic et du crime organisé » dans cette région maritime frontalière et face à l'« obstination » des passagers desdits jet-skis, les garde-côtes « procèdent à des tirs de sommation » et « Après plusieurs tentatives, des coups de feu sont tirés, contraignant l'un des jet-skis à s'immobiliser, tandis que les deux autres prennent la fuite »,.
La même source ajoute que le « mercredi 30 août à 17h00, et lors d'une autre patrouille des garde-côtes, un cadavre de sexe masculin non identifié est repêché, présentant un impact de balle par arme à feu. Le cadavre est ensuite transféré vers la morgue de la polyclinique de Marsa Ben M'hidi à Tlemcen ».

#### Séisme du 8 septembre 2023 au Maroc
À la suite du séisme au Maroc, Alger a décidé d'ouvrir son espace aérien aux vols humanitaires. Aussi, l’Algérie s'est dite prête à apporter toutes les aides humanitaires et à mobiliser l’ensemble de ses moyens humains et matériels en solidarité avec le pays voisin, et ce, en cas de demande du royaume du Maroc. Le 10 septembre 2023, le porte-parole du ministère algérien des Affaires étrangères a annoncé que « dans le cadre de l'aide logistique et matérielle d'urgence, l'Algérie a élaboré un plan d'urgence d'assistance en cas d'acceptation du royaume du Maroc ». Ce plan consiste à l’envoi de 80 agents de la protection civile, d’une équipe de cynotechnique spécialisée dans les opérations de recherche sous les décombres, de l’aide humanitaire comprenant des premiers secours, des tentes et des matelas. Le 11 septembre 2023, l’Algérie avait informé le Maroc par l'intermédiaire du consulat général d'Algérie à Casablanca des mesures prises par le gouvernement pour affréter trois avions avec à leur bord des secouristes et des aides humanitaires destinés aux sinistrés conforme aux besoins essentiels en cas de catastrophes naturelles. Mais les trois avions de l’armée algérienne ne décolleront pas pour Marrakech. En effet, le 12 septembre 2023, le gouvernement marocain a fait savoir qu’il rejetait la proposition d’aide de l’Algérie.

#### Boycott des ports marocains
Le 10 janvier 2024, une circulaire de l’Association professionnelle des banques et établissements financiers (Abef) algérienne a demandé à l’ensemble des banques commerciales de refuser les opérations de domiciliation des contrats de transport qui prévoient un transbordement ou un transit par les ports marocains.

#### Projet de confiscation des biens de l’Ambassade d’Algérie au Maroc
Le ministère algérien des Affaires étrangères a réagi le 17 mars 2024, à ce qu’il qualifie de « comportements provocateurs » de la part du Maroc, concernant le projet de confiscation des biens de son ambassade dans ce pays. Pour le ministère algérien, ce projet marocain constitue une violation des règles internationales établies par la Convention de Vienne sur les relations diplomatiques adoptée en 1961 et entrée en vigueur en 1964. L’Algérie promet de répliquer par toutes les voies légales. Le 26 mars, le ministre des Affaires étrangères Ahmed Attaf déclare que l’affaire était « close » après que le Maroc a pris une décision jugée « appropriée » à la suite de la réponse de l’Algérie à ce sujet.

#### Rencontre de football: RS Berkane - USM Alger
Le 21 avril 2024, le RS Berkane refuse de jouer le quart de finale de la coupe de la confédération contre l'USM Alger après avoir refusé de porter les maillots de rechange fournis par la Fédération algérienne de football proposés — avec selon Onze Mondial, « semble-t-il le soutien de la CAF » —, leurs maillots arborant une carte annexant le territoire disputé du Sahara occidental ayant été saisis le 19 avril par les douanes algériennes. La CAF a cependant jugé les maillots conformes à sa réglementation,. Le 24 avril, la CAF déclare le match gagné par Berkane sur tapis vert.

#### Rétablissement d'un visa pour les Marocains
Le 26 septembre 2024, quelques semaines après l'arrestation de quatre Marocains accusés d'espionnage, l'Algérie décide de lever l'exemption de visa pour les Marocains, en vigueur depuis 2007,. Le ministère algérien des Affaires étrangères a expliqué que la décision est motivée par le fait que « le royaume du Maroc s’est livré à diverses actions attentatoires à la stabilité de l’Algérie et à sa sécurité nationale, avec l’organisation à grande échelle de réseaux de crime organisé, de trafic de drogue et d’êtres humains, de contrebande, d’immigration clandestine et d’actes d’espionnage, ainsi que le déploiement d’agents de renseignements sionistes, détenteurs de passeports marocains, pour accéder librement au territoire national ».

## Acteurs auxiliaires dans la crispations des rapports algero-marocains
Afin d'influencer l'opinion publique, les autorités bénéficient du soutien de certains médias et personnalités publiques qui relaient le récit officiel. Au Maroc, des médias alignés sur le gouvernement tels que Le360, Maroc Hebdo, Médias 24, Barlamane, ainsi que la société publique SNRT, diffusent activement le récit officiel, en particulier en ce qui concerne la rivalité avec l'Algérie. Par exemple, un article du 360 dépeint le régime algérien comme « criminel ». Ainsi, les sites marocains Hespress, Yabiladi, Maroc24 ou Le360.ma publient notamment quotidiennement des commentaires ou des podcasts pour s'attaquer au gouvernement algérien. Une rhétorique similaire est utilisée du côté algérien, où des médias tels qu'El Moudjahid, Ech Chaâb, Echourouk ou Radio Algérie adoptent un discours hostile envers le palais de Rabat. Une guerre médiatique perdure depuis des années entre les médias progouvernementaux des deux côtés, avec des attaques souvent plus virulentes que les discours officiels, dans le but de façonner l'opinion publique. Des personnalités publiques telles que des membres de la diaspora, des ambassadeurs, des intellectuels et des artistes participent également à la promotion du récit officiel et alimentent cette rivalité.
Il est toutefois complexe de mesurer l'impact et la crédibilité du discours au sein de l'opinion dans les sociétés des deux pays. Des mobilisations émergent sur les réseaux sociaux, oscillant entre un désir de réconciliation entre les deux peuples et une exaltation du récit national, mais il reste difficile d'évaluer ces tendances au sein de la population sans disposer d'un échantillon représentatif. Dans ce contexte des tensions diplomatiques entre les deux pays, tandis que certains essayent de dépasser ces conflits, un certain sentiment xénophobe réciproque existe entre Algériens et Marocains, ainsi qu'un sentiment de jalousie. Les ressortissants des deux pays s'affrontent sur les réseaux sociaux.
Des polémiques liées à des accusations d'appropriation culturelle sont fréquentes, comme par rapport au Couscous, au Caftan, à la musique gnawie, au Zellige, au Raï, à Hamoud Boualem ou à la chanson Mabrouk Aalina de Rabah Driassa. La controverse concerne aussi des personnages historiques comme Ibn Khaldoun, Tariq ibn Ziyad ou encore Ibn Battouta.
Fin 2020, l'ex-international marocain Abdeslam Ouaddou a rejoint l'équipe d'Algérie de football en tant qu'apprenti coach. Ce choix a suscité des réactions négatives de la part de certains marocains, qui le considèrent comme un « traître ». Ces critiques ont également pris une tournure raciste. Des campagnes de boycott des dattes algériennes sont lancées au Maroc à l'approche du ramadan 2023.
Le 15 juillet 2023, l'Algérie est intervenue pour aider une passagère marocaine à bord d'un avion de Saudi Arabian Airlines. Les secouristes sont intervenus et ont pris en charge la passagère. Le ministère de la Santé a ensuite rassuré la communauté internationale et la famille de la passagère en affirmant que son état de santé était stabilisé et qu'il n'y avait plus aucune préoccupation.
Après les incidents de Saïdia, une nouvelle campagne a été lancée par des célébrités et de nombreuses personnalités marocaines de la scène artistique pour appeler au boycott de produits et événements algériens au Maroc, y compris les concerts prévus par des chanteurs algériens dans le pays.
En ce qui concerne le football, contrairement à la vague de solidarité pour l'une ou l'autre équipe lors de la Coupe d'Afrique des nations de football 2019 remportée par l'Algérie puis la Coupe du monde de football de 2022 où le Maroc se classe quatrième, lors de la Coupe d'Afrique des nations de football 2023 (2024), des supporters de chacune des équipes ont célébré l'élimination de l'autre.
En février 2024, pour avoir proposé le sellou, un mets maghrébin dans un stand Maghreb des Galeries Lafayette, la maitre cuisinière algérienne Sherazade Laoudjedj est victime de d'insultes et de menaces de la part d'internautes marocains. Une campagne sur les réseaux sociaux entre des Algériens et des Marocains a provoqué le retrait du produit puis la fermeture du stand.
En novembre 2024, dans un contexte de tensions entre les deux pays, une infox prétendant à tort que le Mali a reconnu l'indépendance de la Kabylie, est propagée sur les réseaux sociaux, et amplifiée par des comptes marocains.
En décembre 2024, des internautes marocains, se faisant passer pour des Algériens, ont lancé une campagne sur la plateforme X en utilisant le hashtag « Manich Radi » (« je ne suis pas satisfait »). Ce hashtag a rapidement figuré parmi les tendances sur la plateforme au Maroc. En réponse, les Algériens ont réagi et ont répliqué en lançant leur propre hashtag, « Ana Maâ Bladi » (« je suis avec mon pays »).

## Révélation
Le 22 mars 2023, dans une interview accordée à la chaîne Al Jazeera, le président algérien Abdelmadjid Tebboune affirme que l'Espagne sous la présidence de Francisco Franco a proposé d'offrir le Sahara occidental à l'Algérie en 1964, sous la présidence d'Ahmed Ben Bella, mais que cette offre avait été refusée par le gouvernement algérien,.